# Michael Nyhaga
Michael Nyhaga, född 30 maj 1963, är en svensk författare och frilansskribent. Han har skrivit en bok om modern filosofi, romaner och noveller samt essäer och litterära reportage till tidningar och tidskrifter. 

### Facklitteratur
- Man kan inte vara skeptiker när det gäller sanning, Symposion 2004 [1]

### Skönlitteratur
- Lika svårt som det är sällsynt, roman, King Ink 2007 [2][3]
- Sjön, roman, Podium, 2012
- I det mörka rummet, noveller, Faun förlag 2014
- November has fallen, diktsvit, Pif Magazine 2017[4]

### Essäer
- Endast erfarenheten finns, Dagens Nyheter 2001 [5]
- Europeaness as a dichotomous experience, artikel/essä, Baltic Worlds 2011 [6]
- Folkhemmet och barnhemmet, Tidningen Kulturen[7]
- När den litterära lådan går sönder, Horisont 2018[8]
- Hjärnspöken och det övernaturliga, Tidningen Kulturen[9]